# محمد ملحم
محمد حسن عبد الرحمن ملحم ويكنى بأبي علاء (وُلد في 4 سبتمبر 1929 في حلحول - تُوفي في 17 يوليو 2021 في عمّان) سياسي فلسطيني ورئيس بلدية حلحول السابق وعضو اللجنة التنفيذية لمنظمة التحرير الفلسطينية والمجلس المركزي لمنظمة التحرير الفلسطينية والمجلس الوطني الفلسطيني.

## النشأة والتحصيل العلمي
وُلد محمد حسن ملحم في مدينة حلحول شمال محافظة الخليل في 4 ستمبر 1929. تلقى تعليمه الابتدائي والإعدادي بين مدارس حلحول والخليل، وحصل على شهادة المترك من المدرسة الرشيدية في القدس. حصل على درجة البكالوريوس في الأدب الإنجليزي من الجامعة اللبنانية عام 1970.

## العمل السياسي
شارك في انتخابات الضفة الغربية المحلية عام 1976 وانتخب رئيسًا لبلدية حلحول حيث استمر في المنصب حتى الانتخابات المحلية الفلسطينية 2005.
في عام 1980، أبعدته السلطات الإسرائيلية إلى جنوب لبنان إثر وقوع عملية الدبويا في الخليل، وسُمح له بالعودة بعد 16 عامًا.[بحاجة لمصدر]
في عام 29 نوفمبر 1984، أصبح ملحم عضوًا في اللجنة التنفيذية لمنظمة التحرير الفلسطينية وذلك خلال جلسة المجلس الوطني الفلسطيني في مدينة عمان واستمر حتى 28 سبتمبر 1991.
شغل منصب مستشار ياسر عرفات ولعب عدة أدوار في وزارة التربية والتعليم الفلسطينية ومنظمة التحرير الفلسطينية.[بحاجة لمصدر]

## وفاته
تُوفي محمد ملحم في مدينة عمّان بالأردن بتاريخ 17 يوليو (تموز) 2021 ميلاديًا الموافق 7 ذو الحجة 1442 هجريًا عن عمرٍ ناهز 91 عامًا.